# 나한백
나한백(羅漢柏, 학명: Thujopsis dolabrata)은 구과목 측백나무과 나한백속의 유일종으로, 일본 원산의 침엽수이다. 잎에 비늘 모양으로 가시가 돋친 것이 특징이며, 높이는 10m에서 30m까지 자란다. 꽃은 4~5월에 핀다. 주로 관상용으로 심지만 토목 자재로 사용하는 것도 가능하다. 일본에서는 거의 전국에 분포하지만 한반도에서는 경기도 이남 지역에 분포한다. 옛 문헌에서는 눈측백속(Thuja)에 포함시키기도 한다.